# Miss Isla de Francia
Miss Isla de Francia es un concurso de belleza francés que selecciona una representante de la región de la Isla de Francia para el concurso nacional Miss Francia. Mujeres representando la región con varios títulos diferentes han competido en Miss Francia desde 1930, aunque el título de Miss Isla de Francia no se utilizó regularmente hasta 1984.
La actual Miss Isla de Francia es Julie Dupont, quien fue coronada Miss Isla de Francia 2024 el 12 de octubre de 2024. Dieciséis mujeres de la Isla de Francia han sido coronadas Miss Francia, la mayor cantidad de cualquier región:
- Jacqueline Bertin-Lequien, quien fue coronada Miss Francia 1933, compitiendo como Miss París
- Simone Barillier, quien fue coronada Miss Francia 1934, compitiendo como Miss París
- Gisèle Préville, quien fue coronada Miss Francia 1935, compitiendo como Miss París, tras la renuncia de la ganadora original.
- Ginette Catriens, quien fue coronada Miss Francia 1939
- Jacqueline Donny, quien fue coronada Miss Francia 1948, compitiendo como Miss París
- Juliette Figueras, quien fue coronada Miss Francia 1949, compitiendo como Miss París
- Maryse Delort, quien fue coronada Miss Francia 1950, compitiendo como Miss París
- Véronique Zuber, quien fue coronada Miss Francia 1955, compitiendo como Miss París
- Muguette Fabris, quien fue coronada Miss Francia 1963
- Michelle Beaurain, quien fue coronada Miss Francia 1970, compitiendo como Miss París
- Chantal Bouvier de Lamotte, quien fue coronada Miss Francia 1972, compitiendo como Miss París, y luego renunció
- Brigitte Konjovic, quien fue coronada Miss Francia 1978, compitiendo como Miss París, tras la renuncia de la ganadora original.
- Isabelle Turpault, quien fue coronada Miss Francia 1983, compitiendo como Miss París, y luego destronada
- Valérie Pascale, quien fue coronada Miss Francia 1986, compitiendo como Miss París
- Patricia Spehar, quien fue coronada Miss Francia 1997, compitiendo como Miss París
- Diane Leyre, quien fue coronada Miss Francia 2022

## Resumen de resultados
- Ganadoras de Miss Francia: Jacqueline Bertin-Lequien (1933; Miss París); Simone Barillier (1934; Miss París); Ginette Catriens (1939); Jacqueline Donny (1947; Miss París); Juliette Figueras (1948; Miss París); Maryse Delort (1949; Miss París); Véronique Zuber (1954; Miss París); Muguette Fabris (1962); Michelle Beaurain (1969; Miss París); Chantal Bouvier de Lamotte (1971; Miss París; renunció); Isabelle Turpault (1982; Miss París; destituida); Valérie Pascale (1985; Miss París); Patricia Spehar (1996; Miss París); Diane Leyre (2021)
- Primeras finalistas: Gisèle Préville (1935; Miss París; más tarde Miss Francia); Pierrette Frauen (1946; Miss París); Danielle Génault (1953); Gisèle Gallois (1957); Brigitte Konjovic (1977; Miss París; más tarde Miss Francia); Pamela Semmache (1998; Miss París); Ornella Verrechia (2002); Sophie Ducasse (2005)
- Segundas finalistas: Josiane Bouffenie (1973; Miss Val-de-Marne); Frédérique Laffond (1976); Lison Di Martino (2017)
- Terceras finalistas: Muriel Sellier (1981); Amélie Kervran (2004; Miss París); Krystel Norden (2006; Miss París)
- Cuartas finalistas: Chantal Braham (1978; Miss París); Béatrice Burié (1979; Miss París); Isabelle Da Silva (1993; Miss París); Sabine Hossenbaccus (2010)
- Quinta finalista: Christine Vogel (1986)
- Sextas finalistas: Françoise Bocci (1976; Miss París); Julie-Chloé Mougeolle (2003; Miss París); Alice Quérette (2018); Lara Lourenço (2020)
- Top 12/Top 15: Sophie Rousseau (1986; Miss París); Nathalie Nicolov (1987); Karine Bohin (1989); Delphine Vignay (1990); Marie-Christine Prudhomme (1991; Miss París); Agnès Boudou (1994; Miss París); Lætitia La Spina (1997; Miss París); Fany Trueba (1998); Céline Lambert (1999; Miss París); Émilie François (2001); Isabelle Lamant (2002; Miss París); Rebecca Andry (2006); Cyrielle Roidot (2007; Miss París); Margaux Savarit (2014); Meggy Pyaneeandee (2016); Évelyne de Larichaudy (2019); Elena Faliez (2023)

## Galería

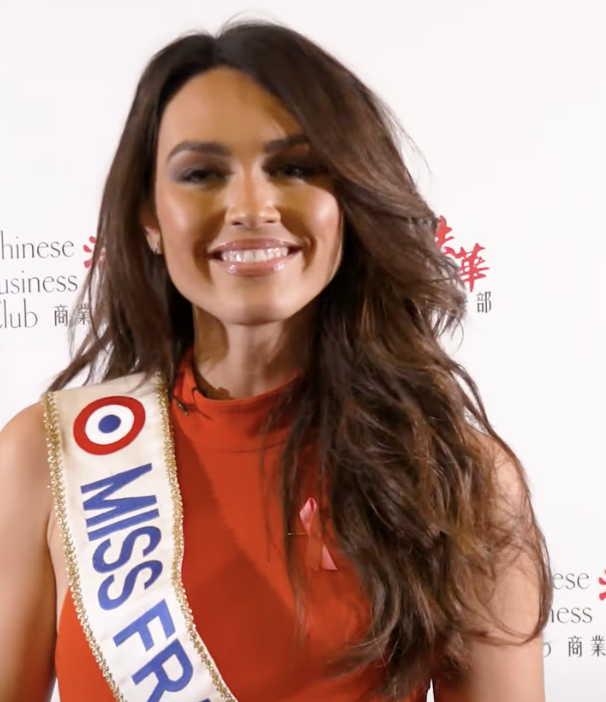
Miss Isla de Francia 2021 y Miss Francia 2022 Diane Leyre
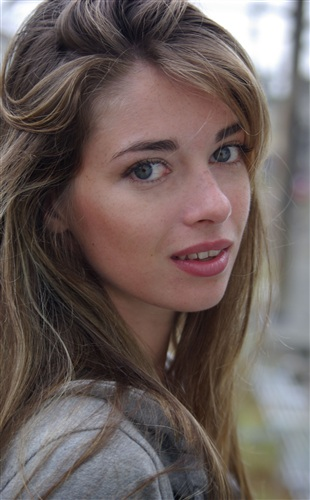
Miss París 2008 Sarah Barzyk
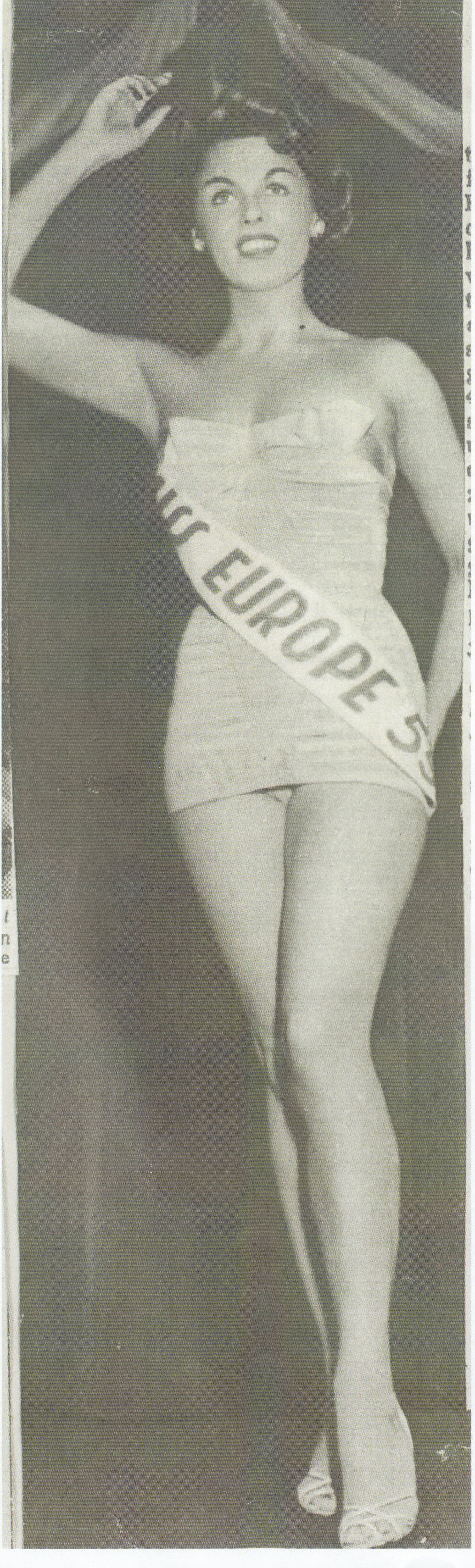
Miss Isla de Francia 1953 Danielle Génault
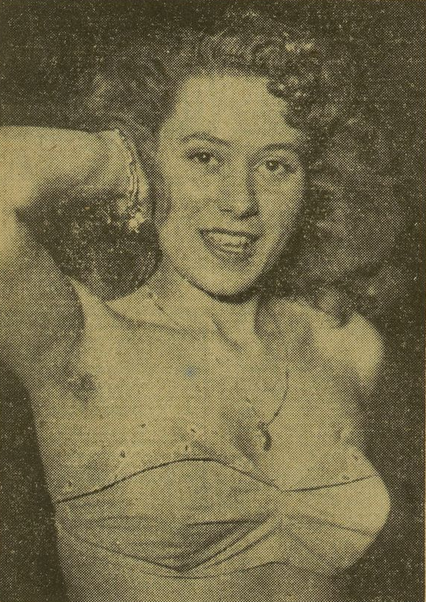
Miss París 1949 y Miss Francia 1950 Maryse Delort
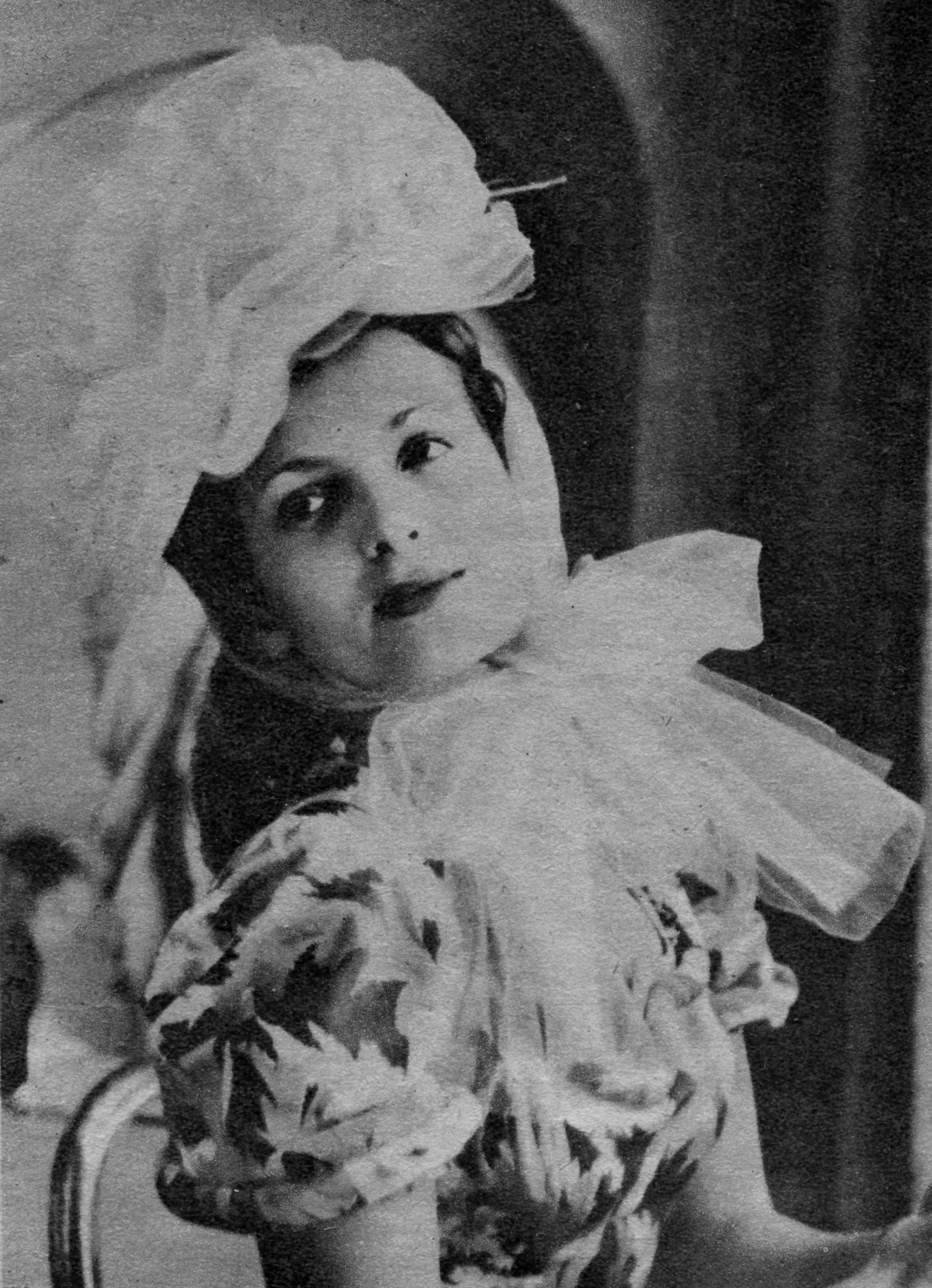
Miss París 1948 y Miss Francia 1949 Juliette Figueras
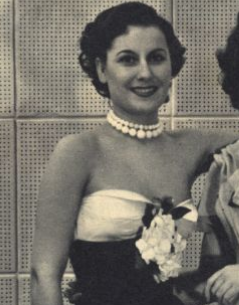
Miss París 1947 y Miss Francia 1948 Jacqueline Donny
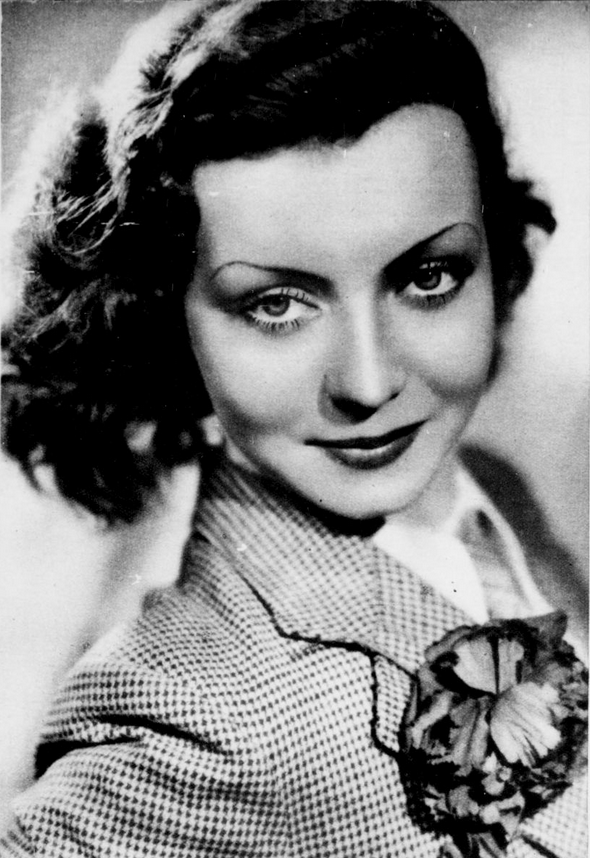
Miss París 1935 y Miss Francia 1935 Gisèle Préville
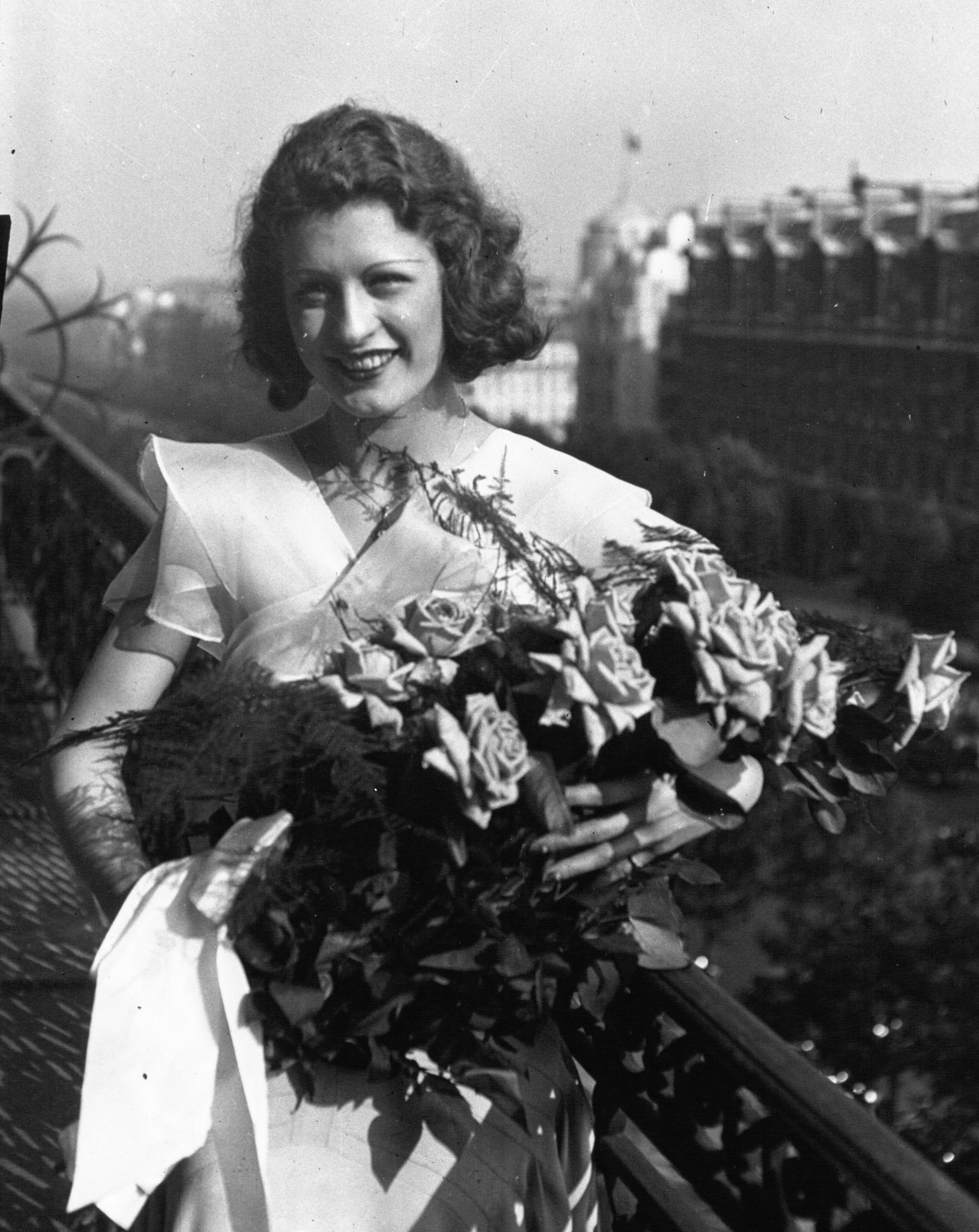
Miss París 1934 y Miss Francia 1934 Simone Barillier
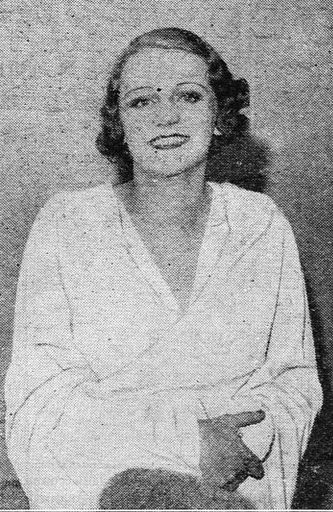
Miss París 1933 y Miss Francia 1933 Jacqueline Bertin-Lequien
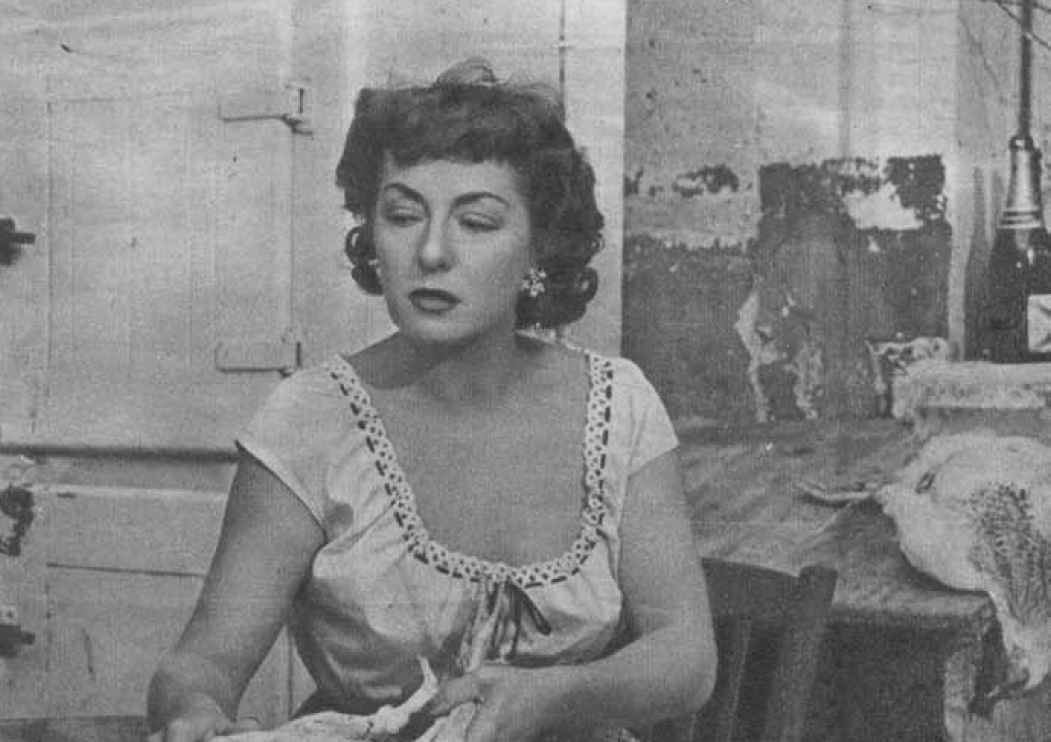
Miss París 1930 Viviane Romance

## Ganadoras
| Año  | Nombre                 | Edad | Altura          | Ciudad natal              | Posición en Miss Francia | Notas |
| ---- | ---------------------- | ---- | --------------- | ------------------------- | ------------------------ | --- |
| 2024 | Julie Dupont           | 26   | 1,76 m (5′ 9″)  | Puteaux                   |                          | |
| 2023 | Elena Faliez           | 28   | 1,73 m (5′ 8″)  | París                     | Top 15                   | |
| 2022 | Adèle Bonnamour        | 18   | 1,86 m (6′ 1″)  | París                     |                          | |
| 2021 | Diane Leyre            | 24   | 1,77 m (5′ 10″) | París                     | Miss Francia 2022        | |
| 2020 | Lara Lourenço          | 19   | 1,71 m (5′ 7″)  | Saint-Maur-des-Fossés     | Top 15 (6.ª finalista)   | |
| 2019 | Évelyne de Larichaudy  | 23   | 1,73 m (5′ 8″)  | Montrouge                 | Top 15                   | |
| 2018 | Alice Quérette         | 24   | 1,76 m (5′ 9″)  | Boulogne-Billancourt      | Top 12 (6.ª finalista)   | |
| 2017 | Lison Di Martino       | 19   | 1,72 m (5′ 8″)  | La Houssaye-en-Brie       | Segunda finalista        | |
| 2016 | Meggy Pyaneeandee      | 22   | 1,72 m (5′ 8″)  | Le Blanc-Mesnil           | Top 12                   | |
| 2015 | Fanny Harcaut          | 18   | 1,76 m (5′ 9″)  | Créteil                   |                          | |
| 2014 | Margaux Savarit        | 23   | 1,76 m (5′ 9″)  | Évry                      | Top 12                   | |
| 2013 | Laetitia Vuillemard    | 20   | 1,73 m (5′ 8″)  | Saint-Germain-lès-Corbeil |                          | |
| 2012 | Sabrina Benamara       | 18   | 1,73 m (5′ 8″)  | París                     |                          | |
| 2011 | Meggahnn Samson        | 20   | 1,80 m (5′ 11″) | París                     |                          | |
| 2010 | Pauline Darles         |      |                 |                           | No compitió              | Darles fue originalmente coronada Miss Isla de Francia 2010, pero renunció un mes antes de competir en Miss Francia. Fue reemplazada por su primera finalista, Muzaton, quien luego fue destronada debido al descubrimiento de un video explícito considerado inapropiado por el Comité Miss Francia. Fue reemplazada por Hossenbaccus, la segunda finalista, menos de una semana antes de Miss Francia. |
| 2010 | Jessica Muzaton        |      |                 |                           | No compitió              | Darles fue originalmente coronada Miss Isla de Francia 2010, pero renunció un mes antes de competir en Miss Francia. Fue reemplazada por su primera finalista, Muzaton, quien luego fue destronada debido al descubrimiento de un video explícito considerado inapropiado por el Comité Miss Francia. Fue reemplazada por Hossenbaccus, la segunda finalista, menos de una semana antes de Miss Francia. |
| 2010 | Sabine Hossenbaccus    | 22   | 1,70 m (5′ 7″)  | Vitry-sur-Seine           | Cuarta finalista         | Darles fue originalmente coronada Miss Isla de Francia 2010, pero renunció un mes antes de competir en Miss Francia. Fue reemplazada por su primera finalista, Muzaton, quien luego fue destronada debido al descubrimiento de un video explícito considerado inapropiado por el Comité Miss Francia. Fue reemplazada por Hossenbaccus, la segunda finalista, menos de una semana antes de Miss Francia. |
| 2009 | Lisa Alberici          | 20   | 1,78 m (5′ 10″) | Valenton                  |                          | |
| 2008 | Pauline Righini        | 20   | 1,72 m (5′ 8″)  | Puteaux                   |                          | |
| 2007 | Sarah Gernier          | 20   | 1,82 m (6′ 0″)  | Nanterre                  |                          | |
| 2006 | Rebecca Andry          | 20   | 1,79 m (5′ 10″) | París                     | Top 12                   | |
| 2005 | Sophie Ducasse         | 22   | 1,80 m (5′ 11″) | Châtillon                 | Primera finalista        | |
| 2004 | Jennifer Perny         | 22   | 1,73 m (5′ 8″)  | Issy-les-Moulineaux       |                          | |
| 2003 | Ingrid Graziani        |      |                 | Coulommiers               |                          | |
| 2002 | Ornella Verrechia      |      |                 | Méry-sur-Oise             | Primera finalista        | |
| 2001 | Émilie François        |      |                 |                           | Top 12                   | |
| 2000 | Caroline Josse         |      |                 | Chailly-en-Bière          |                          | |
| 1999 | Sophie Garcia          | 23   | 1,79 m (5′ 10″) |                           |                          | |
| 1998 | Fany Trueba            | 19   | 1,75 m (5′ 9″)  | Saâcy-sur-Marne           | Top 12                   | |
| 1997 | Caroline Boulfroy      | 19   | 1,75 m (5′ 9″)  |                           |                          | |
| 1996 | Audrey Legros          |      |                 |                           |                          | |
| 1995 | Christel Guignery      |      |                 |                           |                          | |
| 1994 | Séverine Palisseau     |      |                 |                           |                          | |
| 1993 | Stéphanie Moroni       | 19   |                 | Taverny                   |                          | |
| 1992 | Ganaëlle Pegeot        | 18   |                 |                           |                          | |
| 1991 | Nathalie Mars          |      |                 |                           |                          | |
| 1990 | Delphine Vignay        |      |                 |                           | Top 12                   | |
| 1989 | Karine Bohin           |      |                 |                           | Top 12                   | |
| 1988 | Nathalie Bianchi       |      |                 |                           |                          | Bianchi también fue coronada Miss Costa Azul 1987. |
| 1987 | Nathalie Nicolov       |      |                 |                           | Top 12                   | |
| 1986 | Christine Vogel        |      |                 |                           | Quinta finalista         | |
| 1985 | Christiane Abderrahman |      |                 |                           |                          | |
| 1984 | Marie-Lise Allain      |      |                 |                           |                          | |
| 1981 | Muriel Sellier         |      |                 |                           | Tercera finalista        | |
| 1978 | Nicole Prymirski       |      |                 |                           |                          | |
| 1977 | Aline Dourneaux        |      |                 |                           |                          | |
| 1976 | Frédérique Laffond     |      |                 |                           | Segunda finalista        | |
| 1972 | Martine Fléty          |      |                 |                           |                          | |
| 1970 | Michèle Mauger         |      |                 |                           |                          | |
| 1969 | Joëlle Goldstein       |      |                 |                           |                          | |
| 1967 | Bernadette Houchard    |      |                 |                           |                          | |
| 1966 | Nicole Buisson         |      |                 |                           |                          | |
| 1965 | Annick Loisel          |      |                 |                           |                          | |
| 1962 | Muguette Fabris        | 22   |                 | Châtellerault             | Miss Francia 1963        | |
| 1957 | Gisèle Gallois         |      |                 |                           | Primera finalista        | |
| 1953 | Danielle Génault       |      |                 |                           | Primera finalista        | |
| 1952 | Anne Merven            |      |                 |                           |                          | |
| 1939 | Ginette Catriens       | 24   |                 | París                     | Miss Francia 1939        | |

### Miss Essonne
En 1972 y 1976, el departamento de Essonne coronó a su propia representante de Miss Francia.
| Año  | Nombre              | Edad | Altura | Ciudad natal | Posición en Miss Francia | Notas |
| ---- | ------------------- | ---- | ------ | ------------ | ------------------------ | ----- |
| 1976 | Catherine Chailleux |      |        |              |                          |       |
| 1972 | Catherine Brin      |      |        |              |                          |       |

### Miss Altos del Sena
En 1979, el departamento de Altos del Sena coronó a su propia representante de Miss Francia.
| Año  | Nombre            | Edad | Altura | Ciudad natal | Posición en Miss Francia | Notas |
| ---- | ----------------- | ---- | ------ | ------------ | ------------------------ | ----- |
| 1979 | Pascale Fontanaud |      |        |              |                          |       |

### Miss Nogeantais
En 1979, el departamento de Valle del Marne coronó a su propia representante de Miss Francia bajo el título de Miss Nogeantais.
| Año  | Nombre           | Edad | Altura | Ciudad natal | Posición en Miss Francia | Notas |
| ---- | ---------------- | ---- | ------ | ------------ | ------------------------ | ----- |
| 1979 | Véronique Fricot |      |        |              |                          |       |

### Miss París
Desde la década de 1930 hasta la de 2000, la ciudad de París coronó a su propia representante de Miss Francia.
| Año  | Nombre                     | Edad | Altura          | Ciudad natal | Posición en Miss Francia                        | Notas |
| ---- | -------------------------- | ---- | --------------- | ------------ | ----------------------------------------------- | --- |
| 2009 | Kelly Bochenko             | 23   | 1,75 m (5′ 9″)  | París        |                                                 | |
| 2008 | Sarah Barzyk               | 19   | 1,72 m (5′ 8″)  | París        |                                                 | Barzyk es hija de Patricia Barzyk, Miss Jura 1979 y Miss Francia 1980.                                                                     |
| 2007 | Cyrielle Roidot            | 24   | 1,75 m (5′ 9″)  | París        | Top 12                                          | |
| 2006 | Krystel Norden             | 24   | 1,76 m (5′ 9″)  | París        | Tercera finalista                               | |
| 2005 | Laura Marchebout           | 18   | 1,74 m (5′ 9″)  | París        |                                                 | |
| 2004 | Amélie Kervran             | 20   | 1,76 m (5′ 9″)  | París        | Tercera finalista                               | |
| 2003 | Julie-Chloé Mougeolle      |      |                 | París        | Top 12 (6.ª finalista)                          | |
| 2002 | Isabelle Lamant            |      |                 | París        | Top 12                                          | |
| 2001 | Élodie De Maria            |      |                 | París        |                                                 | |
| 2000 | Amélie Tessier             |      |                 | París        |                                                 | |
| 1999 | Céline Lambert             | 22   | 1,73 m (5′ 8″)  | París        | Top 12                                          | |
| 1998 | Pamela Semmache            | 19   | 1,79 m (5′ 10″) | París        | Primera finalista                               | |
| 1997 | Lætitia La Spina           | 20   | 1,72 m (5′ 8″)  | París        | Top 12                                          | |
| 1996 | Patricia Spehar            | 21   | 1,80 m (5′ 11″) | París        | Miss Francia 1997                               | Compitió eb Miss Universo 1997 y fue Top 15 en Miss Internacional 1998                                                                     |
| 1995 | Marie-Laure Martinet       |      |                 | París        |                                                 | |
| 1994 | Agnès Boudou               |      |                 | París        | Top 12                                          | |
| 1993 | Isabelle Da Silva          |      |                 | París        | Cuarta finalista                                | |
| 1992 | Mylène Deveer              | 18   |                 | París        |                                                 | |
| 1991 | Marie-Christine Prudhomme  |      |                 |              | Top 12                                          | |
| 1990 | Myriam Nedellec            |      |                 |              |                                                 | |
| 1989 | Sandrine Turowicz          |      |                 |              |                                                 | |
| 1988 | Nathalie Pallardy          |      |                 |              |                                                 | Pallardy fue coronada previamente Miss Flanders 1987.                                                                                      |
| 1987 | Karine Espallargas         |      |                 |              |                                                 | |
| 1986 | Sophie Rousseau            |      |                 |              | Top 12                                          | |
| 1985 | Valérie Pascale            | 17   |                 | Paris        | Miss Francia 1986                               | Pascale es hija de Danik Patisson, Miss París 1960.                                                                                        |
| 1983 | Christine Coste            |      |                 |              |                                                 | |
| 1982 | Isabelle Turpault          |      |                 | París        | Miss Francia 1983 (destituida)                  | Turpault fue destituida tras descubrirse que había participado en una sesión de fotos erótica.                                             |
| 1981 | Charlotte Ducamp           |      |                 |              |                                                 | |
| 1980 | Janine Leroux              |      |                 |              |                                                 | |
| 1979 | Béatrice Burié             |      |                 |              | Cuarta finalista                                | Burié fue coronada previamente Miss Costa Azul en 1977 y 1978.                                                                             |
| 1978 | Chantal Braham             |      |                 |              | Cuarta finalista                                | Braham fue coronada previamente Miss Médoc 1977.                                                                                           |
| 1977 | Brigitte Konjovic          | 18   |                 | París        | Primera finalista (más tarde Miss Francia 1978) | Konjovic fue originalmente la primera finalista, pero asumió el cargo de Miss Francia 1978 después de que la ganadora original renunciara. |
| 1976 | Françoise Bocci            |      |                 |              | Sexta finalista                                 | |
| 1975 | Dany Coutelier             |      |                 |              |                                                 | Coutelier fue coronada anteriormente Miss Flanders 1972.                                                                                   |
| 1972 | Patricia Chapuis           |      |                 |              |                                                 | |
| 1971 | Chantal Bouvier de Lamotte | 17   |                 | París        | Miss Francia 1972 (renunció)                    | Bouvier de Lamotte renunció a su título tras caerse de un caballo y sufrir graves heridas.                                                 |
| 1970 | Nadine Lorcery             |      |                 |              |                                                 | |
| 1969 | Michelle Beaurain          | 19   |                 | París        | Miss Francia 1970                               | Beaurain fue coronada previamente Miss Normandía 1968.                                                                                     |
| 1967 | Colette Hoche              |      |                 |              |                                                 | |
| 1965 | Edwige Perrot de Thannberg |      |                 |              |                                                 | |
| 1963 | Geneviève Mercier          |      |                 |              |                                                 | |
| 1962 | Danièle Chevalier          |      |                 |              |                                                 | |
| 1960 | Danik Patisson             |      |                 |              |                                                 | Patisson es la madre de Valérie Pascale, Miss París 1985 y Miss Francia 1986.                                                              |
| 1957 | Christine Verdy            |      |                 |              |                                                 | |
| 1955 | Giselle Hauchecorn         |      |                 |              |                                                 | |
| 1954 | Véronique Zuber            | 18   |                 |              | Miss Francia 1955                               | |
| 1953 | Ghislaine Tournieux        |      |                 |              |                                                 | |
| 1950 | Maria Galland              |      |                 |              |                                                 | |
| 1949 | Maryse Delort              | 18   |                 | París        | Miss Francia 1950                               | |
| 1948 | Juliette Figueras          | 19   |                 | París        | Miss Francia 1949                               | |
| 1947 | Jacqueline Donny           | 20   |                 | París        | Miss Francia 1948                               | |
| 1946 | Pierrette Frauen           |      |                 |              | Primera finalista                               | |
| 1935 | Gisèle Préville            | 17   |                 | París        | Primera finalista (más tarde Miss Francia 1935) | Préville fue originalmente la primera finalista, pero asumió el cargo de Miss Francia 1935 después de que la ganadora original renunciara. |
| 1934 | Simone Barillier           | 17   |                 | París        | Miss Francia 1934                               | |
| 1933 | Jacqueline Bertin-Lequien  | 16   |                 | París        | Miss Francia 1933                               | |
| 1930 | Viviane Romance            | 18   |                 | París        |                                                 | |

### Miss Sena y Marne
En 1976, 1977 y 1978, el departamento de Sena y Marne coronó a su propia representante de Miss Francia.
| Año  | Nombre             | Edad | Altura | Ciudad natal | Posición en Miss Francia | Notas |
| ---- | ------------------ | ---- | ------ | ------------ | ------------------------ | ----- |
| 1978 | Claire Rousseau    |      |        |              |                          |       |
| 1977 | Éliane Ambroglio   |      |        |              |                          |       |
| 1976 | Laurence Delaplace |      |        |              |                          |       |

### Miss Sena-Saint-Denis
En 1979, el departamento de Sena-Saint-Denis coronó a su propia representante para Miss Francia.
| Año  | Nombre        | Edad | Altura | Ciudad natal | Posición en Miss Francia | Notas |
| ---- | ------------- | ---- | ------ | ------------ | ------------------------ | ----- |
| 1979 | Sylvie Zucchi |      |        |              |                          |       |

### Miss Valle del Oise
En 1967 y 1979, el departamento de Valle del Oise coronó a su propia representante de Miss Francia.
| Año  | Nombre          | Edad | Altura | Ciudad natal | Posición en Miss Francia | Notas |
| ---- | --------------- | ---- | ------ | ------------ | ------------------------ | ----- |
| 1979 | Isabelle Moulin |      |        |              |                          |       |
| 1967 | Claudine Soret  |      |        |              |                          |       |

### Miss Valle del Marne
En 1972, 1973 y 1979, el departamento de Valle del Marne coronó a su propia representante de Miss Francia.
| Año  | Nombre            | Edad | Altura | Ciudad natal | Posición en Miss Francia | Notas |
| ---- | ----------------- | ---- | ------ | ------------ | ------------------------ | ----- |
| 1979 | Fabienne Lecher   |      |        |              |                          |       |
| 1973 | Josiane Bouffenie |      |        |              | Segunda finalista        |       |
| 1972 | Michèle Rateau    |      |        |              |                          |       |

### Miss Yvelines
En 1977, el departamento de Yvelines coronó a su propia representante de Miss Francia.
| Año  | Nombre              | Edad | Altura | Ciudad natal | Posición en Miss Francia | Notas |
| ---- | ------------------- | ---- | ------ | ------------ | ------------------------ | ----- |
| 1977 | Catherine Chaudezon |      |        |              |                          |       |